# Alessandro Volta
Alessandro Volta, punim imenom Alessandro Giuseppe Antonio Anastasio Volta (Como, 18. veljače 1745. - Como, 5. ožujka 1827.), talijanski fizičar, jedan od osnivača elektrostatike. Profesor u Paviji. Razjasnio je Galvanijev pokus sa žabljim kracima, električnim naponom koji nastaje između dvaju metala kada je između njih elektrolit. Konstruirao je prvi galvanski članak (Voltin članak). Izumio je elektrofor (1775.) i konstruirao jednu vrstu elektrometra. Po njemu se nazivaju jedinica za mjerenje električnoga napona volt i mjerni instrument za mjerenje električnoga napona voltmetar.

## Životopis
Volta se rodio i školovao u talijanskom gradu Como. Voltini roditelji, Filippo Volta i Maria Maddalena su ga poslali na školovanje u isusovačku školu s ciljem da postane odvjetnik. Međutim, mladi Volta se više zanimao za električne pojave, pa je tako još kao mladi student napisao pjesmu na latinskom De vi attractiva ignis electrici ac phaenomenis inde pendentibus, u kojoj je opisao svoje oduševljenje električnim pojavama. 1774. je postao profesor fizike u svojem rodnom gradu, a 1779. imenovan je profesorom na Sveučilištu u Paviji. 1791. bio je primljen za člana Kraljevskog društva u Londonu. 1794. se oženio Teresom Pelegrini, kćerkom grofa Ludovica Pelegrinija.
Volta je vršio mnogo pokusa, pa je tako 1775. izradio Elektrophor, napravu koja proizvodi statički elektricitet. 1776. i 1777. posvjećuje se kemiji plinova i otkriva plin metan. Godine 1794. dobio je veliko međunarodno priznanje Copleyevu medalju koju mu je dodijelilo londonsko Kraljevsko društvo. Negdje oko 1800. napravio je takozvani Voltin elektrostatički stup, prethodnika moderne baterije. Voltin elektrostatički stup je baterija, koja se sastoji od izmjenično poredanih ploča bakra i cinka. Između ploča se nalazila krpica koja ih je međusobno dijelila. Pošto je kroz stup stalno prolazila električna struja, Voltin elektostatički stup je bio najupotrebljiviji izvor električne energije. 
Napoleon ga je 1810. proglasio grofom. 70 godina poslije njegove smrti, 1897., po njemu je nazvana jedinica za napon (Volt).
Volta je pokopan u gradu Como u Italiji. Blizu jezera Como danas se nalazi muzej posvjećen njemu, Templo Voltiano, u kojem se čuvaju njegove bilješke i njegovi originalni instrumenti. Do uvođenja eura, na talijanskoj novčanici od 10000 lira se nalazio njegov lik.

## Doprinosi

### Voltin učinak
Voltin učinak ili Voltin efekt je pojava električnog napona na dodirnim površinama dvaju različitih metala, koju je Volta otkrio 1793. Ako se dvije fino polirane ploče, na primjer od cinka i bakra, s izoliranim dršcima, polože jedna na drugu i zatim naglo rastave, elektrometrom se može pokazati da je između njih postojao električni napon, to jest da su ploče imale različite električne naboje. Volta je s obzirom na tu pojavu poredao metale u takozvani naponski niz: cink, olovo, kositar, željezo, bakar, srebro, zlato, platina, pri čem je svaki navedeni metal elektropozitivniji od sljedećega (Voltin niz). Uzrok su toj pojavi slobodni elektroni u metalima koji na mjestima dodira ploča prelaze iz jednoga metala u drugi. Ako na primjer iz prvoga metala prelazi više elektrona u drugi nego iz drugoga u prvi, onda će prvi metal postati pozitivno nabijen, a drugi negativno. Veličina tako nastaloga električnog napona među metalima ovisi o razlici u veličini rada potrebnoga da se elektron oslobodi s površine svakoga od tih dvaju metala. Metal kod kojega je potreban veći rad za izbijanje elektrona iz površine bit će negativno nabijen.

### Voltin članak
Voltin članak najstariji je tip galvanskoga članka. Sastoji se od cinkove i bakrene elektrode koje su uronjene u razrijeđenu sumpornu kiselinu. Difuzijom iona stvara se napon polarizacije između metala i otopine, koji za cink iznosi –0,76 V, a za bakar +0,34 V. Razlika napona između elektroda iznosi 1,10 V, a to je napon koji se može dobiti iz Voltina članka. Voltin članak nije prikladan kao stalni izvor struje, jer se u njem, zbog polarizacije elektroda, protjecanjem struje stvara suprotni napon, koji kroz kratko vrijeme snizi nominalni napon od 1,10 V na neznatnu vrijednost.

### Voltina slava
Volta je nakon otkrića žarulje svoj izum pokazao Napoleonu Bonaparteu u Francuskoj akademiji. Napoleon je bio oduševljen Voltinim izumom te je akademiji predložio da Volti daju medalju.